# 동란 시대

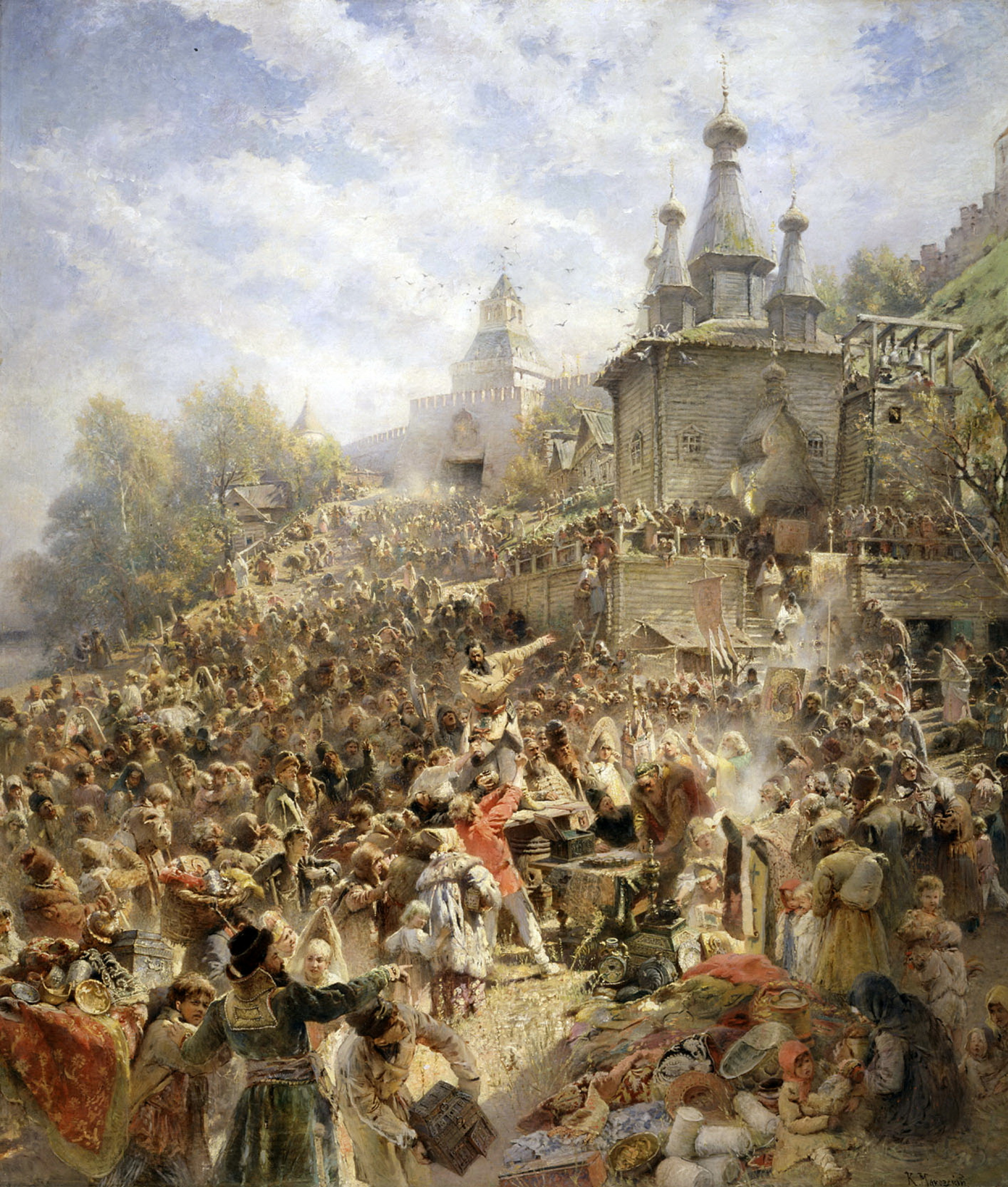
니즈니노브고로드 시민들에게 반 폴란드 봉기를 선동하는 쿠지마 미닌

동란 시대(러시아어: Сму́тное вре́мя 스무트노예 브레먀[*]) 혹은 스무타(러시아어: Сму́та)는 러시아 역사에서 루스 차르국 시대에 류리크 왕조의 대가 끊긴 1598년에서 로마노프 왕조가 세워진 1613년 사이의 공위시대를 말한다. 1601년에서 1603년 사이에 러시아는 인구의 3분의 1 가량인 2백만 명이 죽는 대기근(러시아 기근 (1601년-1603년))을 겪었다. 또한 1605년에서 1618년 사이에는 가짜 드미트리 전쟁으로 인해 폴란드-리투아니아에 일시적으로 점령당하여 민중들이 고통을 겪었다.